# Фаринате (Кремона)
Фаринате је насеље у Италији у округу Кремона, региону Ломбардија.
Према процени из 2011. у насељу је живело 355 становника. Насеље се налази на надморској висини од 92 м.